# António de Sousa Machado
António de Sousa Machado (Ilha Graciosa, Açores, Portugal — Angra do Heroísmo, ilha Terceira, Açores, Portugal) foi um político português.
Bacharel formado em Direito pela Faculdade de Direito da Universidade de Coimbra em 1844. Foi presidente da Câmara Municipal do extinto Concelho de Vila da Praia, actual Praia (Santa Cruz da Graciosa) da ilha Graciosa.